# Georg Kaufmann (Historiker)

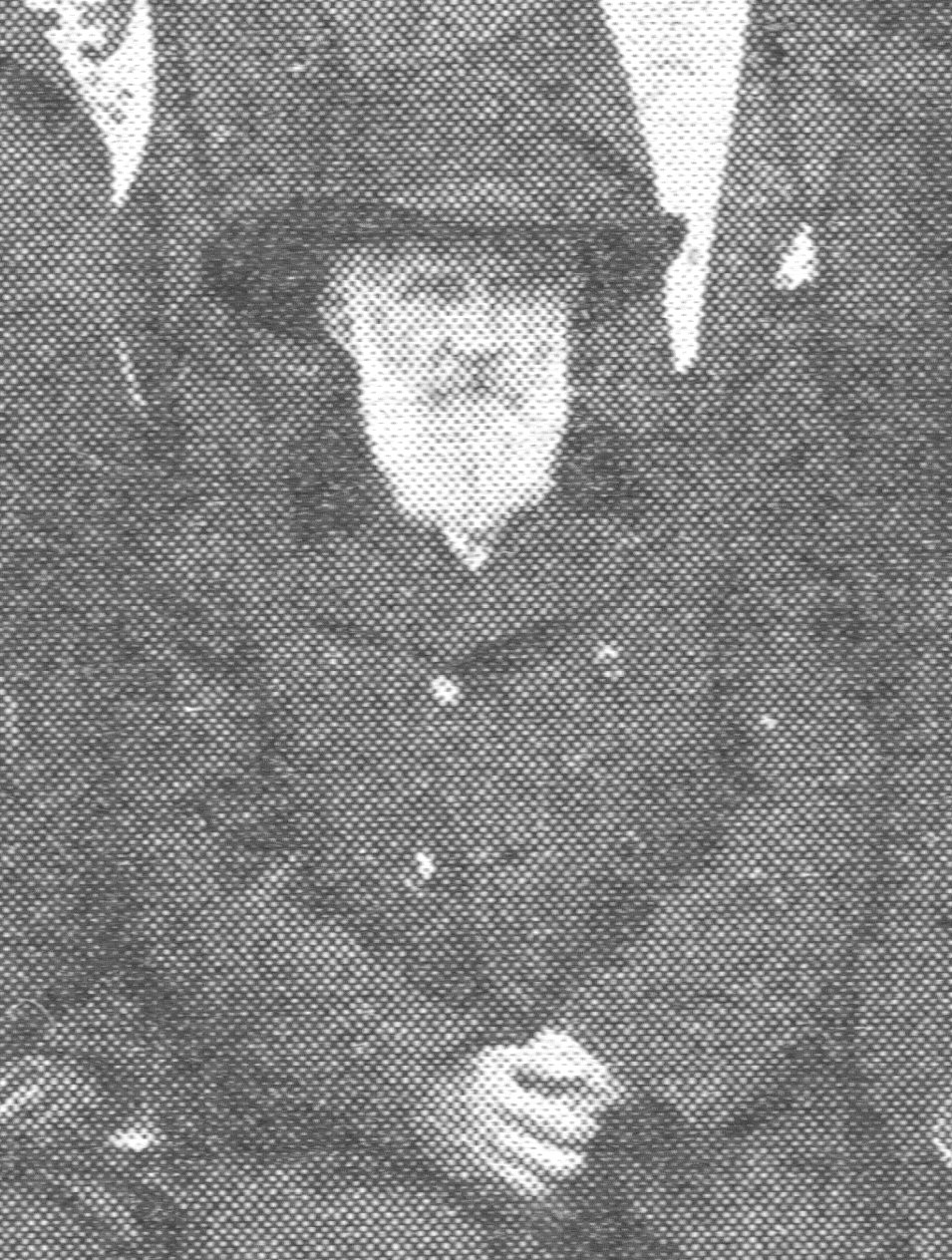
Georg Heinrich Kaufmann, 1906

Georg Heinrich Kaufmann (* 9. September 1842 in Münden; † 28. Dezember 1929 in Breslau, Provinz Niederschlesien) war ein deutscher Historiker.

## Leben
Kaufmann wurde als Sohn eines Pastors geboren und zog nach dessen frühen Tod zu dessen Bruder nach Halle, wo er auf die Lateinschule ging und das Gymnasium der Franckeschen Stiftungen besuchte. Er studierte Geschichte und Philologie an den Universitäten Halle und Göttingen. Während seines Studiums wurde er 1861 in Halle Mitglied der Burschenschaft Germania und 1863 in Göttingen der Burschenschaft Brunsviga.
Kaufmann war als nationalliberaler Publizist tätig, gehörte der Nationalliberalen Partei (NLP) an und wirkte als Gymnasiallehrer in Göttingen und Straßburg. 1876 habilitierte er sich an der Straßburger Philosophischen Fakultät für Mittlere und Neue Geschichte. Dort war er als Privatdozent tätig. 1888 wurde er Professor an der Akademie in Münster. In der Zeit unterzeichnete er 1891 als westfälisches Mitglied des „Verein zur Abwehr des Antisemitismus“ einen Aufruf gegen Judenfeindlichkeit. Ab 1891 hatte er als Ordinarius eine Professur für Mittlere und Neuere Geschichte an der Universität Breslau inne. 1905/06 war er dort als Rektor tätig. 1921 wurde er emeritiert. Er wurde Geheimer Regierungsrat.
Kaufmann forschte zur allgemeinen deutschen und zur Universitätsgeschichte des 19. Jahrhunderts. Von 1898 bis 1900 war er Vorsitzender des deutschen Historikerverbandes. Er war außerdem Mitarbeiter bei der Allgemeinen Deutschen Biographie.
Er war mit Emmy Vosberg verheiratet.

## Schriften (Auswahl)
- Deutsche Geschichte bis auf Karl den Großen. Erster Band: Die Germanen der Urzeit. Zweiter Band: Von dem Römischen Weltreiche zu der geistlich-weltlichen Universalmonarchie des Mittelalters. 419–814. Duncker & Humblot, Leipzig 1880/1881.
- Die Geschichte der deutschen Universitäten. Erster Band: Vorgeschichte. Zweiter Band: Entstehung und Entwicklung der deutschen Universitäten bis zum Ausgang des Mittelalters. Cotta, Stuttgart 1888–1896.
- Die Lehrfreiheit an den Deutschen Universitäten im neunzehnten Jahrhundert. S. Hirzel, Leipzig 1898.
- Politische Geschichte Deutschlands im neunzehnten Jahrhundert. Bondi, Berlin 1900.
- Festschrift zur Feier des hundertjährigen Bestehens der Universität Breslau. Herausgegeben im Auftrage von Rektor und Senat, Erster Teil: Geschichte der Universität Breslau 1811–1911. Ferdinand Hirt, Breslau 1911.
- Geschichte Deutschlands im neunzehnten Jahrhundert. Bondi, Berlin 1912.